# Nicole Leidenfrost
Nicole Leidenfrost (* 1974 in Berlin) ist eine deutsche Künstlerin. Bekanntheit erlangte sie dadurch, dass sie das Gastgeschenk des Bundespräsidenten an Elisabeth II. zu deren Staatsbesuch 2015 anfertigte.

## Leben
Nicole Leidenfrost hatte verschiedene Kunstdozenten in ihrer Laufbahn, wie z. B. Friedrich Dickgiesser, Leander Kresse, Reinhold Braun, Arnim Tölke, Elvira Bach, Jerry Zeniuk und Markus Lüpertz. 2020 schloss sie den Studiengang „Zeichnung und Malerei“ bei Markus Lüpertz an der Akademie der Bildenden Künste an der Alten Spinnerei Kolbermoor mit Diplom ab. 2022 absolvierte sie erfolgreich Lüpertz’ Meisterklasse. Zuvor absolvierte Leidenfrost ein Stipendium bei Markus Lüpertz an der Kunstakademie in Bad Reichenhall. Sie gehörte 2011 zu einer Delegation von zwölf von Michael Schultz ausgewählten deutschen Künstlern, deren Werke in Peking ausgestellt wurden.
Leidenfrosts Werke werden international ausgestellt und sind auf Kunstmessen vertreten.
Sie betreibt gemeinsam mit ihrem Ehemann die Kulturvilla in Schnepfenthal.
Leidenfrost arbeitet und lebt in Waltershausen.

## Werke
Pferd in Royalblau
| Pferd in Royalblau (externer Weblink) - link zum Bild |
| ----------------------------------------------------- |

Das Gemälde „Pferd in Royalblau“, das Bundespräsident Joachim Gauck Königin Elisabeth II. als Gastgeschenk präsentierte, zeigt die spätere Königin als vierjähriges Mädchen auf dem Shetlandpony „Peggy“, ihrem ersten Pferd, welches von ihrem Vater, dem späteren George VI., gehalten wird und in Blau dargestellt ist. Als Vorlage hatte der Malerin eine Fotografie aus dem Jahre 1930 gedient. Die Königin meinte dazu, dass Blau für ein Pferd „a strange colour“ (eine sonderbare Farbe) sei. Auf die Frage ihres Ehemanns, des Duke of Edinburgh, ob sie ihren Vater auf dem Bild erkenne, antwortete sie „No, not quite.“  (Nein, nicht ganz.). Das Ereignis wurde von den Medien aufgegriffen und rege kommentiert, auch von britischen. Der Bundespräsident meinte amüsiert, dass sie sich für den Fall, dass das Bild ihr nicht gefallen sollte, an das Lübecker Marzipan halten solle, welches er ihr ebenfalls schenkte.
Das Werk hängt im Buckingham Palace und ist Teil der Kunstsammlung „Royal Collection Trust“.
Ihre weiteren Werke befinden sich in Kunstsammlungen wie z. B. in der Sammlung Museum Würth und der Kunstsammlung des Landes Baden-Württemberg.

## Stipendien und Auszeichnungen
- 2001: Stipendiatin der Universidad Nacional, La Coruña
- 2009: Stipendiatin der Kunstakademie Bad Reichenhall
- 2013: Gewinnerin des Kunstjounals „Artist Window“